# Storia di Siracusa in epoca greca (465 a.C. - 405 a.C.)
(Dal discorso del democratico Atenagora di Siracusa)
La seconda repubblica siracusana nacque dopo l'esilio dell'ultimo tiranno dei Dinomenidi, nel 465 a.C., e durò fino al 405 a.C., anno in cui Dionisio I di Siracusa, con un colpo di Stato, s'impadronì del governo, ponendo così fine al secondo periodo repubblicano.
Molto importanti furono le vicende che si ebbero durante questi anni; la rivolta dei Siculi capeggiata da Ducezio, che rappresenta senza dubbio un elemento fondamentale per comprendere la storia autoctona dell'isola. Inoltre vi fu la decisiva spedizione ateniese in terra siciliana, che segnò le sorti della guerra del Peloponneso e infine il ritorno dell'insidia cartaginese, decisa a conquistare terre in Sicilia.

## Il periodo democratico (465-405 a.C.)
Con la fine della dinastia dei Dinomenidi, s'instaura a Siracusa un lungo periodo democratico che inizia nel 465 e finisce nel 405 a.C. Tuttavia, studiosi di epoca moderna come Moses Israel Finley, non sono d'accordo nel definire questo periodo siracusano come "democratico", poiché, sostiene Finley, la democrazia è altra cosa; piuttosto a Siracusa vi era una sorta di "interludio democratico" come lo chiama lui, ovvero un "reggimento politico" che lo stesso Aristotele, di epoca greca, definisce politheia, cioè un sistema che comprende sia l'oligarchia sia la democrazia.
Questo periodo democratico era già in atto ad Atene, che aveva impostato un governo democratico sotto la guida di Pericle. Dalla Grecia poi questo moto rivoluzionario arrivò a Siracusa e da qui, essendo in quel periodo città egemone, si diffuse in tutta la Sicilia.

### Ducezio, il re dei Siculi e la guerra con Siracusa
(Giulio Emanuele Rizzo, 1970b, 16)

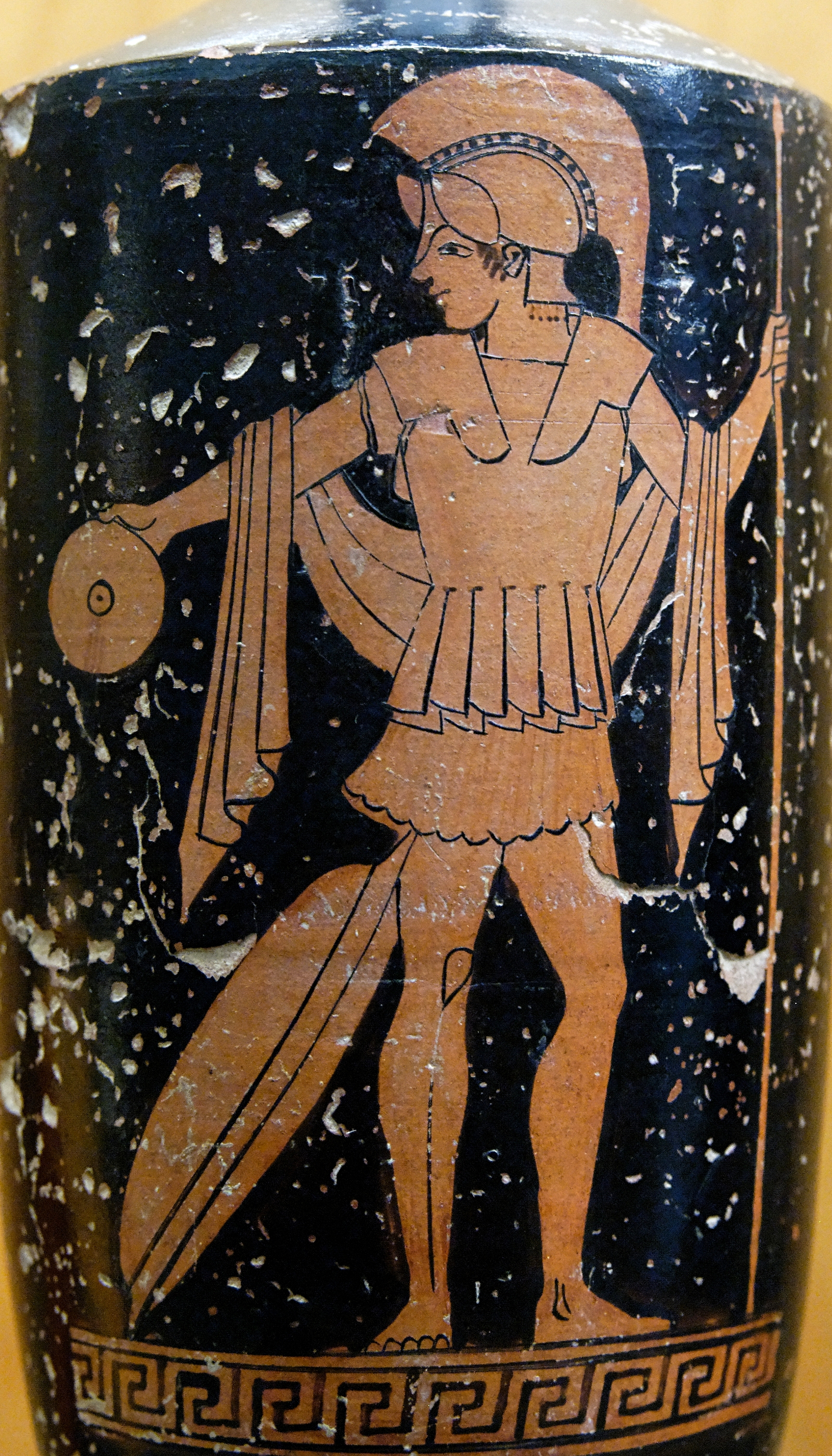
Vaso antico raffigurante un guerriero Siceliota

Così analizza il Rizzo gli albori della giovane democrazia siracusana. Si partì dunque con le migliori intenzioni: uguaglianza, pace, fraternità tra siciliani; eppure qualcosa dovette andare storto nei piani siracusani, poiché da lì a poco tempo si sarebbero ritrovati ad affrontare l'esercito dei Siculi-Sicani-Elimi, tutti intenzionati a mettere un freno alla città diventata troppo ellenica e troppo espansionistica.
Per capire come si arrivò a questa guerra interna, nonostante la nuova democrazia, si deve partire dall'elencare la fragilità della neo-politica siracusana e le antiche motivazioni che spinsero i popoli autoctoni della Sicilia a cercare riscatto.
Anzitutto, Siracusa, pur essendo divenuta "grande potenza ellenica" rimaneva pur sempre una terra dalle origini sicule, per cui è impossibile pensare che i siracusani si comportassero tutti in modo freddo e distaccato con quei popoli che rimanevano loro fratelli. Altri studiosi contemporanei, spiegano che il modo in cui avveniva la colonizzazione ellenica di una città prevedeva il matrimonio, o l'unione, tra la popolazione autoctona e la popolazione conquistatrice, perciò i siracusani non potevano essere del tutto greci. Infatti, Ermocrate al Concilio di Gela (424 a.C.) disse che "non erano né Joni né Dori, ma un unico popolo, da denominare Siceliota" (Siculi-Greci). Fu forse questo richiamo che spinse i siracusani a volere una riappacificazione con le genti di Sicilia, adesso che non avevano più alcun tiranno a comandarli, e a condividere con loro una nuova forma di politica basata sul commercio e sulla lavorazione della terra. In questo clima distensivo, i Siculi accrebbero la loro sicurezza, venendo maggiormente a contatto con il mondo ellenico, condividendone in parte la cultura. Venne allora alla luce un personaggio che, ancor oggi in epoca contemporanea, è considerato dai siciliani un eroe e motivo d'orgoglio per l'originario ethos isolano: Ducezio, dalla nascita incerta tra le città di Nea e Menainon, fu un condottiero siculo che impresse il suo nome nella storia siciliana portando alla ribalta le popolazioni autoctone, mise sotto un'unica bandiera i Siculi, i Sicani e gli Elimi, formando la prima lega tra popoli che la storia ricordi: la Synteleia. La sua prima azione fu di togliere dal predominio siracusano la città di Katane (sotto Gerone I divenuta Etna), fece quindi rientrare nella loro originaria città tutti i catanesi, che le diedero subito il suo nome natio. Poi deportò i siracusani di Etna ad Inessa, una città alle pendici del Monte Etna, identificata con l'attuale Paternò; dunque per i siracusani divenne questa la loro nuova Aitna (Etna). Dopodiché Ducezio costruì la città di Menainon e distrusse quella di Morgantina (ritenuta da lui centro greco), quindi fondò Paliké, la quale divenne capitale del suo nuovo Stato.
Dopo tutte queste mosse, fu logico che, sia i siracusani che gli agrigentini (quelli che erano stati più esposti alla tirannide greca), si sentirono colpiti e soggetti dalla nuova affermazione conquistatrice di Ducezio. Viene da porsi dunque il quesito se in realtà, Ducezio, vedendo fragilità, e quindi debolezza, nel nuovo sistema politico democratico di Siracusa, non avesse pensato che fosse quello il momento giusto per riaffermare l'autorità autoctona dell'isola, dopo tanti patimenti da parte dell'ellenizzazione (come una guerra d'indipendenza) e nel frattempo non avesse fatto un pensiero sul conquistare anche le due poleis maggiori, ovvero Akragas e Siracusa. Questo dubbio trovò una sorta di conferma quando Ducezio, riunito l'esercito siculo, attaccò una truppa agrigentina sconfiggendola.
A questo punto Siracusa, corsa in soccorso della sua alleata, ebbe una seria reazione e capendo le intenzioni belliche di Ducezio, ruppe la pace con gli alleati Siculi e, insieme ad Akragas, dichiarò nel 452 a.C. guerra a Ducezio, divenuto per il suo popolo il Re dei Siculi.
Intrapresa questa guerra, Ducezio si dimostrò abile e ottenne delle vittorie sull'esercito siracusano, ma alla fine, nel 450 a.C. sarà sconfitto, presso Motyon (nei pressi di Caltanissetta), e fatto prigioniero da Siracusa. Qui Ducezio trovò l'indulgenza dei siracusani che, ammirando il coraggio di quel combattente, non lo uccisero ma lo esiliarono a Corinto, garantendogli una rendita per sopravvivere in Grecia, dalla quale però Ducezio fece ritorno e, una volta arrivato in Sicilia, fondò la sua ultima città; Caronia (Kalè Akté) (nei pressi di Messina), nella quale morì quattro anni dopo, nello stesso anno della distruzione di Palikè / Trinakie. Si risolse così una guerra interna tra le più significative, che mostrò tutta l'instabilità e la fragilità della politica dell'epoca. Il governo di Siracusa era nuovamente alle prese con le divisioni interne tra i filo-tirannici e i pro-democrazia. La città sembrava non trovare pace, prerogativa questa purtroppo diffusa in grande parte del mondo greco, le polis infatti erano note per le loro lotte interne che non riuscivano a coniugare prosperità e unione politica tra loro stesse. Finì così il periodo, breve, di pace a Siracusa, che a questo punto riprese le armi in mano e conquistò nuovamente le città liberate da Ducezio; ripartiva di nuovo la politica espansionistica che l'avrebbe portata addirittura ad intervenire all'isola d'Elba e in Corsica.

### Il congresso di Gela
Siracusa riprese dunque le sue rotte commerciali e politiche che la portavano all'esterno dei suoi confini urbani. E proprio queste rotte la condussero fino all'isola d'Elba, la quale all'epoca rappresentava ancora "il cuore dell'Etruria". Qui i siracusani, forti della loro precedente vittoria sulle navi etrusche a Cuma, avevano instaurato nell'isola un fiorente commercio del ferro, derivato dalle già presenti industrie minerarie, e proprio da questi suoi minerali deriverebbe il nome greco Aithalìa (luogo della fuliggine) poi cambiato dai romani in Ilva. Stando allo scritto di Diodoro Siculo, i siracusani, col fine di far cessare la pirateria presso le loro postazioni nel Mar Tirreno settentrionale, mandarono nel 453 a.C. un navarca di nome Faillo, il quale aveva il compito di guidare una scorreria contro l'isola d'Elba, ma pare che questi si sia ritirato quasi subito, corrotto da un etrusco, allora Siracusa mandò un secondo navarca, Apelle, che con una seconda squadra navale devastò i siti etruschi, portando poi in patria i prigionieri e i reperti accumulati. Si dice che occupassero l'isola per qualche tempo e che vi edificassero delle rocche lungo le coste. Avvenimenti simili avvennero in Corsica, di cui i siracusani occuparono le postazioni produttive e commerciali a partire da quello stesso anno, fondandovi un Portus Syracusanus.
I conflitti erano anche interni, in questo periodo hanno particolarmente eco le battaglie con Leontinoi. Proprio per calmare la situazione e riportare la pace in Sicilia, i siciliani organizzano, nel 424 a.C., il loro primo congresso della storia dell'isola. Il posto scelto per ospitare i colloqui di pace, fu Gela, città culturalmente e politicamente importante, posta in una posizione baricentrica. Tucidide narra nei suoi scritti il discorso del generale siracusano, Ermocrate, ritenuto oratore di un discorso storico e unitario, che avrebbe dovuto sancire una pace duratura tra le città della Sicilia.
(Tucidide, La guerra del Peloponneso - IV 64)
Invero molti studiosi ritengono che il discorso di Ermocrate fosse volutamente populista e patriottico per pure convenienza, poiché la pace era mirata a creare unità tra tutti i siciliani in vista di una minaccia, ancora velata, di un possibile attacco ateniese, ed essendo lui un militare siracusano, pensano che volesse fare gli interessi della sua città, che egli stesso definisce come "la più potente". Altri però non vi vedono tutta questa ipocrisia e pensano invece che Ermocrate volesse sì preservarsi dalla minaccia attica, ma che realmente pensasse ad una possibile unità tra siciliani: il siracusano Ermocrate fu il primo a pronunciare in un incontro pubblico della Sicilia un discorso "unitario", in cui addirittura si parlava di "unico popolo".
Come si vedrà più avanti la pace tra le poleis siciliane non durò e il congresso di Gela fu presto un ricordo.

### Guerra del Peloponneso: Atene vuole conquistare Siracusa

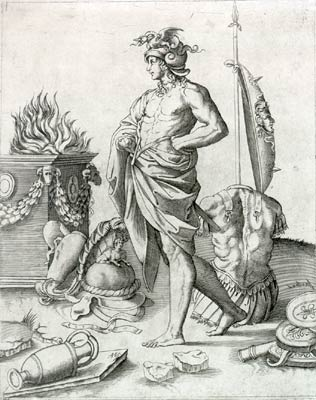
Alcibiade, il generale e politico ateniese che sfidò Siracusa

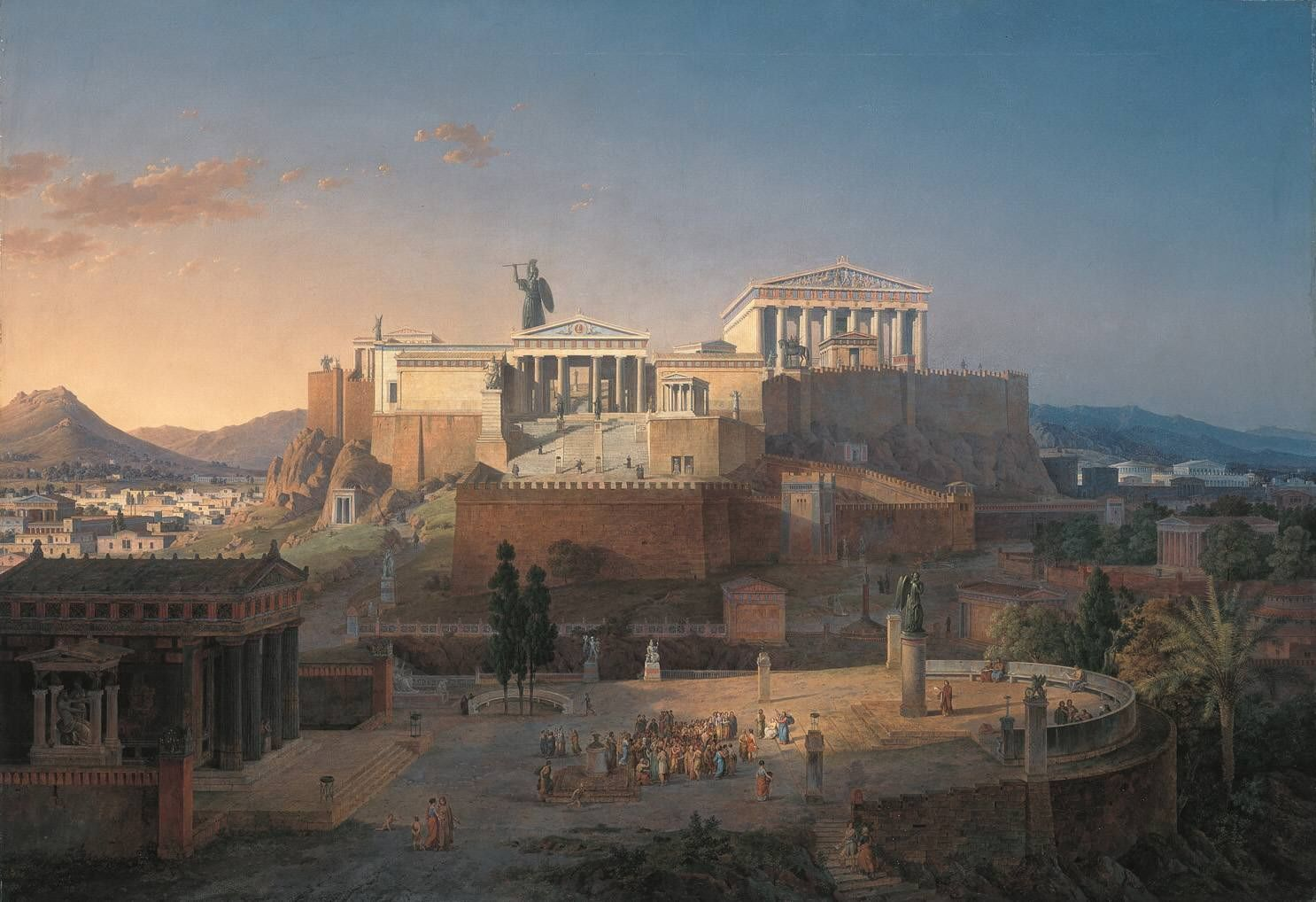
L'acropoli di Atene, dipinto di Leo von Klenze

#### Casus belli
Siracusa non accennava oramai a frenare le sue mire espansionistiche che a quanto pare il governo della città, neo-democratico, appoggiava. Questa situazione sicuramente non piaceva ad Atene, la quale vedeva la sua supremazia commerciale nel Mediterraneo pericolosamente intaccata dalle iniziative dei siracusani. E la situazione interna, turbolenta, che si era venuta a creare in Sicilia, fu un buon pretesto per attaccare l'indipendenza della città aretusea.
Il casus belli venne fornito da vari fattori.
La Guerra del Peloponneso era iniziata nel 434 a.C. e vedeva rivali contrapposte Sparta e Atene, con le rispettive coalizioni. Dopo numerosi scontri, si arrivò ad una pace, chiamata Pace di Nicia e ottenuta nel 421 a.C.. Questo accordo fu molto importante perché segnò la fine delle ostilità tra le due rivali che stettero calme, con rispettivi accordi territoriali (in teoria si dice che questa pace durò oltre 50 anni, ma in pratica durò solo 7 anni), se non fosse che le città della Sicilia fornirono il pretesto alle due potenze per riprendere la loro guerra, mai davvero finita, e stabilire una volta per tutte quale delle due fosse la più potente poleis della Grecia.
Questo pretesto venne trovato quando gli ateniesi mostrarono improvviso interesse per le sorti di un'altra guerra, ben più piccola rispetto a quella che Atene si era lasciata alle spalle, ma a quanto pare ugualmente interessante e urgente per gli ellenici della madrepatria; ovvero il conflitto bellico che stavano affrontando le due città Selinunte e Segesta; la prima era alleata dei siracusani e da questa fortemente appoggiata; i siracusani a loro volta erano alleati degli spartani, e tra l'altro aiutavano nel contesto della guerra peloponnesiaca Sparta, la quale veniva rifornita di grano proprio dalla città aretusea (da far presente che il grano era molto importante per le sorti della guerra; già anni prima in una fase del conflitto che vedeva le città ioniche della Magna Grecia contrapposte a quelle doriche, rispettivamente con a capo Reggio Calabria e Siracusa, aveva messo in crisi l'approvvigionamento del grano). Segesta invece, vedendosi sopraffatta dall'alleanza di Selinunte, chiamò in suo aiuto Cartagine che però si rifiutò d'intervenire. Allora la città siceliota si rivolse ad Atene, la quale accettò immediatamente la richiesta d'aiuto siciliana. Segesta non fu l'unica a chiedere il potente aiuto di Atene, infatti anche Leontini, Camarina e Reggio Calabria formarono un'alleanza con gli ateniesi chiedendo loro di sconfiggere Siracusa. Fu dunque questa l'occasione che Atene aspettava, e che forse anche Sparta voleva, per riprendere la guerra del Peloponneso. Le città della Magna Grecia mandarono i loro ambasciatori al governo ateniese, tra cui spicca la presenza di uno dei più famosi filosofi dell'epoca, il lentinese Gorgia, discepolo di Empedocle, che con la sua nota eloquenza contribuì parecchio a perorare la causa della sua città. 
Ma non tutti gli ateniesi erano a favore di un intervento militare in Sicilia; vi era chi come Nicia, militare e politico aristocratico tra i più influenti ad Atene, si opponeva ad una ripresa della guerra. Purtroppo però dovette scontrarsi con il parere favorevole di Alcibiade, altro politico ateniese e generale, ex allievo del filosofo Socrate, dotato di talento e di brillanti capacità oratorie, sarebbe stato lui a convincere il governo ateniese ad intraprendere questa guerra sul fronte occidentale, attaccando Siracusa, quindi attaccando gli interessi di Sparta.

#### La battaglia in Sicilia

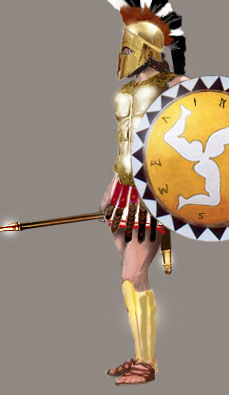
Un Oplita siceliota (di Selinunte, alleati dei Siracusani), nel suo scudo il simbolo della Trinacria

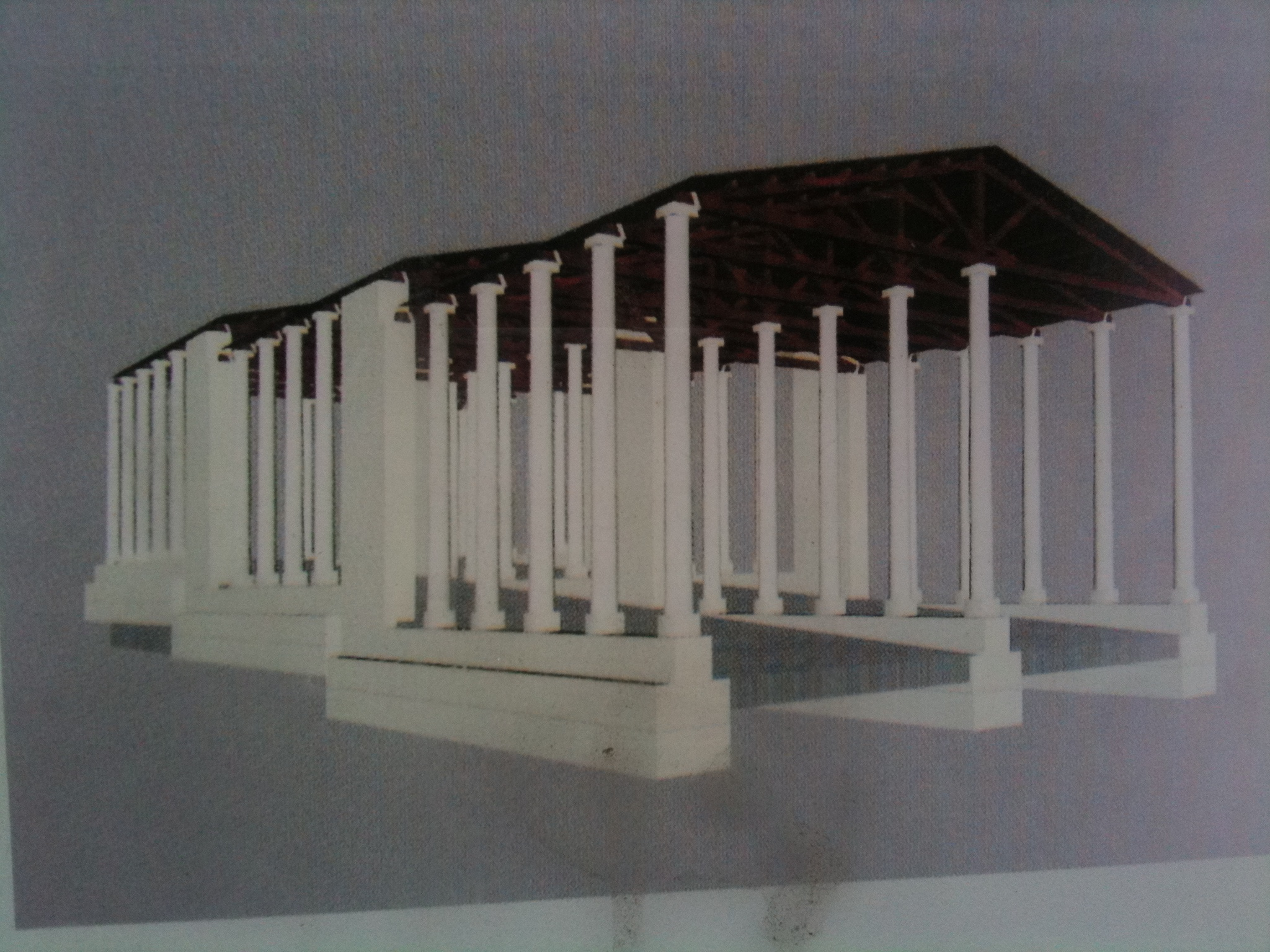
Ricostruzione dell'arsenale navale siracusano del Lakkios, fu decisivo nella battaglia navale svoltasi nel Porto siracusano

Partirono dunque i preparativi per un attacco alla Sicilia, rivolti alla conquista di Siracusa.
I generali che Atene mandò alla volta dell'isola furono tre: Nicia, il quale era fin dall'inizio contrario a questa guerra con i siciliani, poiché pensava fosse una mossa altamente azzardata aprire un altro fronte di guerra e per di più col sostegno logistico della madrepatria lontano. Alcibiade, sicuro di sé, quasi presuntuoso, suggeriva una strategia che doveva richiamare l'appoggio economico e militare delle città siceliote, in modo da acquistare numerosi cavalli per l'esercito ateniese (sapevano che Siracusa aveva il suo punto di forza nella cavalleria). E infine Lamaco, il più avventato dei tre, suggeriva ai capi di attaccare immediatamente Siracusa, in modo da coglierla di sorpresa senza darle il tempo di organizzarsi.
Alla fine prevalse il piano di Alcibiade, che con la sua eloquenza riuscì a convincere gli altri due generali.
Prima di partire avvenne per Alcibiade lo scandalo delle erme, che lo vedeva incriminato di aver mancato di rispetto alle credenze religiose ateniesi: partì ugualmente, ma questo fatto si rivelerà decisivo per la sua storia, poiché si rifugerà a Sparta, abbandonando Atene; da qui difenderà Siracusa con i suoi consigli, dopo che in precedenza aveva dato il via alla sua conquista. Dopo ancora ritornerà dalla parte di Atene, venendo infine ucciso, si dice dagli spartani.
Ad arrivare in Sicilia nel 415 a.C. furono dunque solamente Nicia e Lamaco.
Intanto precedentemente avvennero le relative consultazioni tra i due governi: Ad Atene, Segesta aveva convinto le alte cariche che essa possedesse una grande ricchezza con la quale avrebbe potuto pagare tutte le flotte e gli uomini che Atene avrebbe mandato in loro aiuto per sconfiggere Selinunte; gli ateniesi se ne mostrarono molto rallegrati. A Siracusa invece le alte cariche erano divise; da un lato vi era il generale Ermocrate, che, intuendo la reale minaccia di un attacco ateniese, suggeriva di chiedere aiuto a quanti più alleati possibile: Cartaginesi, Siculi, Spartani, Corinzi e persino in Italia, bloccando la flotta ateniese già da Taranto. Poi vi era un'altra parte scettica, rappresentata da Atenagora, il quale era convinto che mai Atene avrebbe attaccato Siracusa, poiché i siracusani non avevano mai cercato guerra con gli ateniesi e perché sarebbe stato un errore militare aprire un altro fronte nel conflitto peloponnesiaco; piuttosto Atenagora era convinto che Ermocrate volesse con questa scusa chiedere poteri speciali alla repubblica e diventare un nuovo tiranno. Il Consiglio dunque si sciolse senza avere deciso che cosa fare e senza aver stabilito un'adeguata difesa.
Nel frattempo Atene venne a scoprire che Segesta l'aveva ingannata, in realtà (come era prevedibile) Segesta non aveva la sufficiente ricchezza per sfamare l'intera flotta ateniese né poteva garantire benessere o lusso per la madrepatria nell'Egeo. Così gli ateniesi rivolsero tutte le loro attenzioni su Siracusa, decidendo che sarebbe stata quella città da espugnare.
Capito il reale pericolo, i siracusani iniziarono a cercare alleati; non molti risposero alla richiesta d'aiuto, tra le città siceliote solo Gela, Himera, Selinunte, Akrai e Camarina (ma successivamente). Avevano l'appoggio di Corinto, mentre spartani inizialmente si rifiutarono d'intervenire per far pagare a Siracusa un suo precedente rifiuto di aiutare l'esercito spartano, quando questo intraprese nel 431 la guerra del Peloponneso. Poi però, sotto suggerimento di Alcibiade (che fece loro capire come Atene avesse intenzione di conquistare la Sicilia per far capitolare in seguito Sparta) inviò un contingente di soldati al comando di Gilippo, un generale spartano che si rivelerà decisivo per le sorti della guerra.
Atene da parte sua trovò invece alleanza in Sicilia con Akragas (che aveva abbandonato l'alleanza con Siracusa) e Katane, la quale sarà l'unica città di Sicilia ad offrire pieno supporto logistico alle truppe militari di Atene (le altre città si dice avessero paura di una reazione di Siracusa in caso di sconfitta ateniese). Inoltre vi era l'appoggio per gli ateniesi di alcune città della Calabria, della Basilicata (con Metaponto), della Lega delio-attica e degli Etruschi. Rimasero neutrali Messina e Reggio.

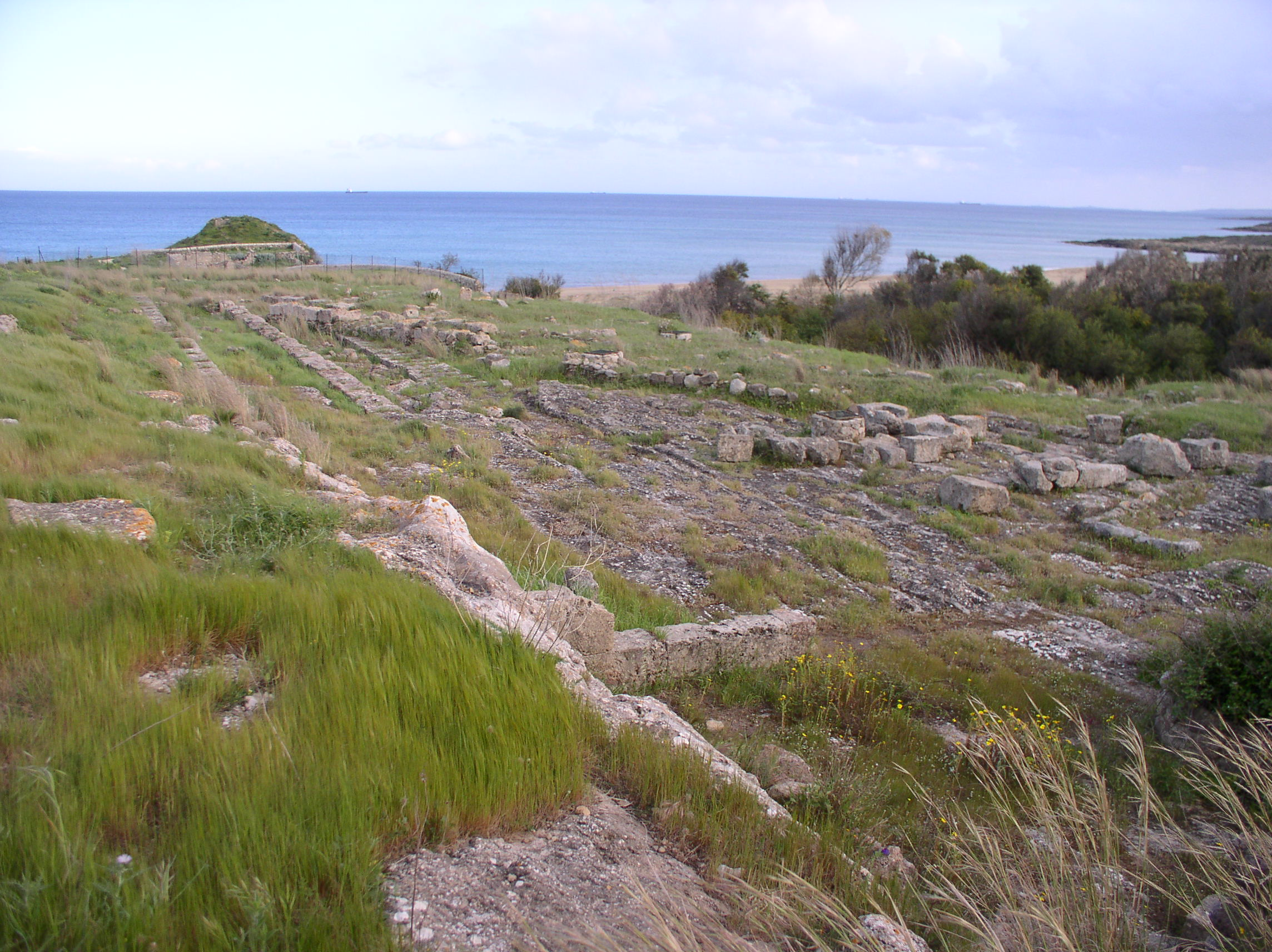
Eloro, uno dei siti presso il quale avvenne lo scontro tra ateniesi e siracusani

L'esercito ateniese era in grande numero e contava grandi battaglioni; da 30.000 arriveranno sul finire a 50.000 ateniesi. Tucidide, che è il punto di riferimento principale per la narrazione dei fatti così come si svolsero, attesta che la spedizione fu «tra le più vaste che la città di Atene vide».
Stando alle fonti dell'ateniese Tucidide, anche Siracusa disponeva del suo notevole esercito, più abile in terra che in mare, poiché doveva vedersela con una potenza dalla grande reputazione marinara, la sua flotta infatti era tra le più forti e inizialmente messe in seria difficoltà i siracusani. Dopo una serie di vittorie e sconfitte cambiando spesso postazione, gli ateniesi iniziarono l'assedio della città accampandosi nei pressi di Thapsos e cingendo la città dal Monte Epipoli. I siracusani non riuscivano a vincere, anche a causa di ordini dati in maniera errata dai generali che Siracusa aveva scelto per contrastare la poderosa potenza attica. Infatti i generali vennero sostituiti mentre l'assedio continuava; gli ateniesi tagliarono gli acquedotti e posero la città in uno stato di estraniamento dal mondo esterno. Il morale della popolazione, e dell'esercito, diveniva sempre più basso, al punto tale che Siracusa pensò di arrendersi e scendere a patti con Nicia, il che avrebbe significato consegnarsi nelle mani di Atene. A questo punto intervenne Gilippo: per soccorrere i siracusani, il generale spartano si diresse in Italia, a Taranto, dove fece riparare le navi, poi si fece un giro della Sicilia e raccolse nuove truppe dai Siculi e tra gli altri alleati. Da questo momento in poi si verificherà un rovesciamento di fronti: Siracusa otterrà una vittoria dopo l'altra, sia in mare sia in terra; al Plemmirio, nel Porto di Siracusa e in altri siti strategici. Nicia chiese alla capitale della Grecia o di "arrendersi" (una ritirata) o di "mandare altri rinforzi e nuovi comandanti" (poiché era rimasto solo dopo la morte di Lamaco caduto in un'imboscata ed egli stesso non stava bene fisicamente). Atene optò per la seconda scelta e mandò in Sicilia, in soccorso di Nicia, Demostene e Eurimedonte. Alla fine rimarranno a guidare l'esercito ateniese, ormai demoralizzato e decimato, Nicia e Demostene. I due comandanti, dopo aver perso le speranze di una vittoria, tentarono la fuga dalla Sicilia, solo che invece di entrare a Catania, loro base principale, dovettero avventurarsi per Gela, perché i siracusani avevano loro sbarrato la strada. Qui, con la confusione e la paura d'imboscate quando scendeva la notte, l'esercito ateniese si divise. Nicia, il quale si era fatto prendere dal panico cadendo nella superstizione che vedeva nell'eclisse di luna un cattivo presagio, cambiò i suoi piani e ora guidava i suoi soldati, ben addestrati, all'interno delle terre siciliane, Demostene lo seguiva. Alla fine l'esercito venne decimato ulteriormente nei pressi del fiume Asinaro, vicino a Noto. Nicia chiese dunque la resa a patto che fosse stata risparmiata la vita ai suoi uomini. Era così finita la guerra di Atene contro Siracusa; nel 413 a.C., dopo due anni di battaglie, la capitale della Grecia aveva perso in terra di Sicilia. Discutibile e condannabile è però il comportamento che ebbero in seguito i siracusani con gli sconfitti ateniesi: dopo un breve processo giustiziarono i due generali, Nicia e Demostene, nonostante il parere contrario di Gilippo. E nota divenne la fine che fecero i soldati ateniesi costretti ai lavori forzati dentro la Latomia dei Cappuccini, in condizioni climatiche ostili.

#### Epilogo della spedizione
Dei 50.000 soldati ateniesi solamente 7.000 fecero ritorno in patria. Atene uscì totalmente distrutta da questo scontro. La sua flotta andò perduta nel mare siracusano; il suo esercito decimato. Isocrate parlò di atto di follia, poiché Atene non doveva attaccare Siracusa, che in fondo non le aveva mai mosso cenno di guerra. Dopo questa sconfitta molte città alleate della capitale della Grecia nella Guerra del Peloponneso, l'abbandonarono o si schierarono dal lato di Sparta, la quale ottenne la vittoria definitiva nel 404 a.C.. 
Tucidide conclude così le sue riflessioni su questo avvenimento:
(Tucidide, VII, 87)

### Periodo post-ateniese

#### Cartagine in Sicilia
(Filisto, Sikelikà)
Così definisce Cartagine lo storiografo Filisto di Siracusa, nato proprio nell'epoca della seconda fase delle guerre tra Siracusa e Cartagine, ed è da notare che egli definisce Cartagine come "europea".
La città fenicia, capitale del mondo punico, situata nella punta dell'Africa Settentrionale, fu un'acerrima rivale di Siracusa. I loro scontri, come già visto precedentemente, iniziarono quando Siracusa cominciò la sua espansione e quando Cartagine prese di mira le terre della Sicilia, volendo conquistarle. Ora erano passati 70 anni dal loro ultimo scontro avvenuto ad Himera, dove i soldati siracusani di Gelone, congiunti agli alleati di Akragas, avevano inflitto agli avversari cartaginesi una sconfitta di notevoli dimensioni che ebbe gravi ripercussioni per la città fenicia. Siracusa, e la Sicilia, ne avevano affrontati da allora di avvenimenti: la successione di Ierone I, la fine della Prima Tirannide, l'instaurazione della prima Democrazia, la guerra con Ducezio, l'attacco e capitolazione di Atene. Adesso dopo soli 3 anni dalla fine della guerra ateniese, si affacciava nell'isola del Mediterraneo una nuova minaccia per Siracusa e i suoi alleati; il ritorno di Cartagine.

#### La vendetta di Cartagine

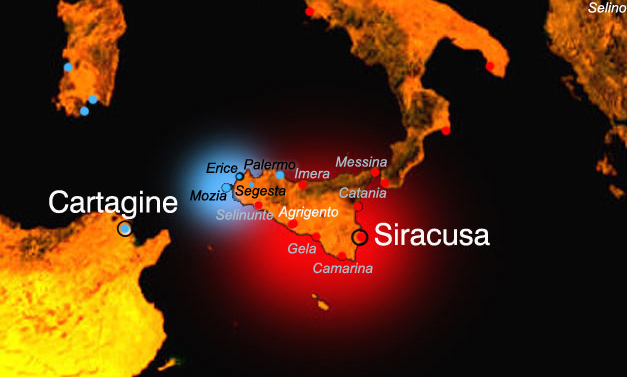
In blu le città filo-puniche e fenicie - in rosso le città filo-greche. Cartagine e Siracusa sono le due rivali maggiori

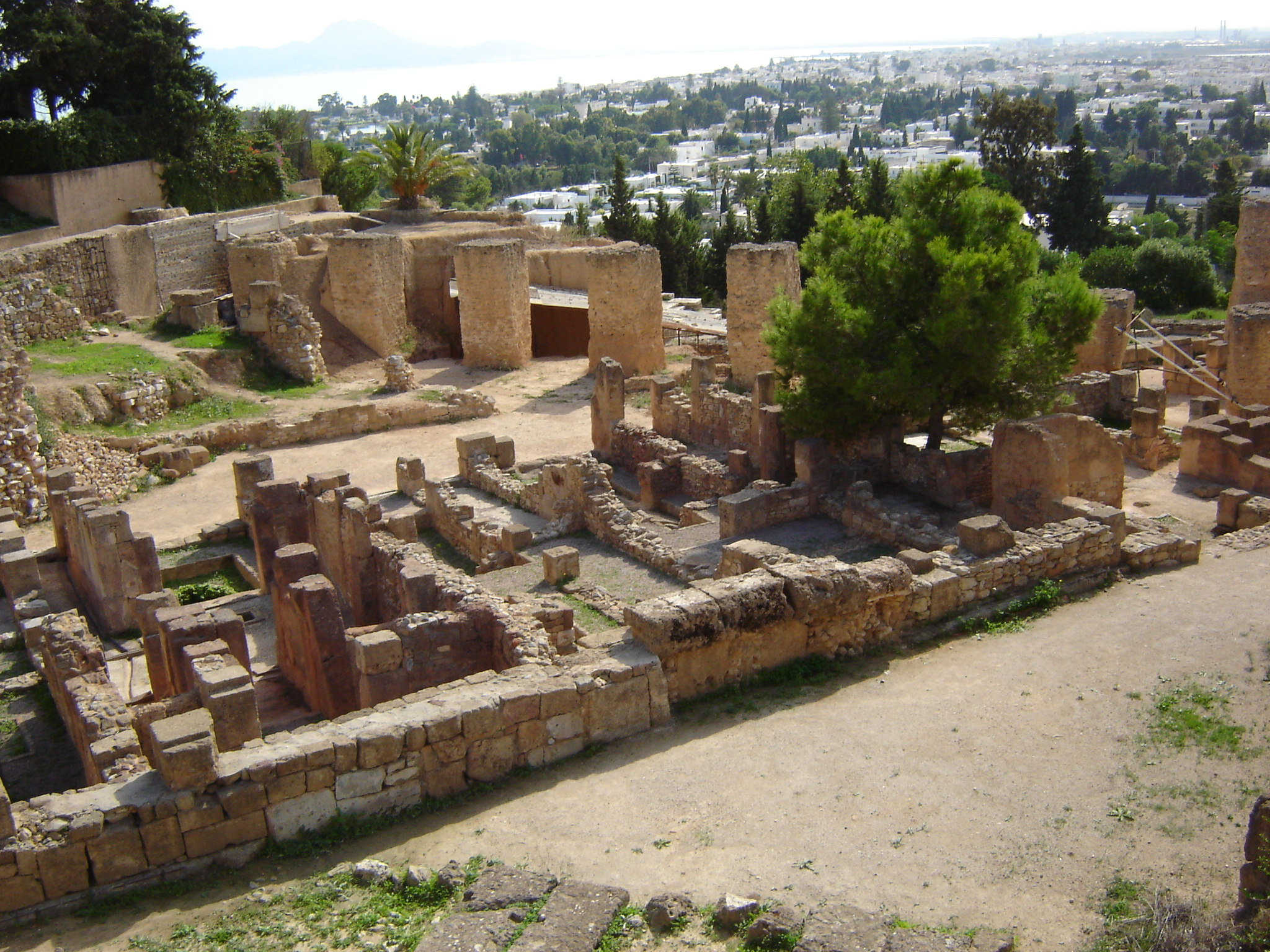
Tunisia: il sito archeologico dell'antica Cartagine

La estenuante guerra tra Siracusa e Atene, che aveva coinvolto gran parte della Sicilia, era finita da poco tempo. La Guerra del Peloponneso era ripresa, ma, come era prevedibile, Atene, uscita distrutta dallo scontro siciliano, non era più in grado di fronteggiare Sparta. Siracusa in questo frangente, nel 412 a.C., ricambiò il favore agli spartani che erano accorsi in suo aiuto, e mandò una flotta ai peloponnesiaci comandata da Ermocrate, il quale era stato in un certo senso costretto a lasciare la città da parte di Diocle, un nuovo personaggio, demagogo e politico, che i siracusani avevano eletto a capo della legislatura, con il compito di riformare la costituzione della città.
Nel frattempo, 410 a.C., era ripresa la lotta tra Selinunte e Segesta e furono ancora le due città ad attrarre nuovi nemici per Siracusa. Segesta, nuovamente attaccata, stavolta chiese e ottenne l'aiuto dei cartaginesi. La città aretusea si era dichiarata neutrale e questo fatto incoraggiò i cartaginesi a venire in Sicilia. Ma vi erano anche altri fattori che indussero Cartagine a intraprendere questa nuova lotta; il fatto che Siracusa fosse senza una guida, poiché la città era tormentata da lotte interne e non vi era organizzazione tra i suoi politici. La Magna Grecia non avrebbe ricevuto aiuto poiché era in atto l'ultima fase della guerra del Peloponneso e gli eserciti, come visto, erano decimati. E inoltre vi era un altro fatto non trascurabile, Cartagine voleva la sua vendetta per la battaglia d'Imera, persa nel 480 a.C. Annibale Magone, Re di Cartagine, volendo vendicare suo nonno, Amilcare I, si comportò in maniera spietata con i siciliani. Nel 409 a.C. mandò il suo esercito a colpire Selinunte e la rase al suolo, trucidando 16.000 soldati. A questo punto, invece di considerare terminata la missione (poiché era venuta in soccorso di Segesta che ora non aveva più alcuna rivale da cui doversi difendere), i cartaginesi non tornarono in Africa, ma proseguirono alla volta di altre città siceliote. La vendetta di Annibale si compì ad Imera, città colpevole di avere chiamato in suo aiuto Agrigento e Siracusa ai tempi del regno di Amilcare I: qui suo nonno era stato sconfitto e la potenza fenicia era stata umiliata, costretta ad accettare le condizioni di pace dettate dai sicelioti. Annibale ordinò al suo numeroso esercito (40.000 cartaginesi più 20.000 che si dice fossero siculi e sicani) di distruggere Imera, a questo punto Siracusa uscì dalla sua neutralità e intervenne, insieme ad Agrigento, per salvare Imera, mandando 3.000 opliti siracusani e 1.000 agrigentini che si univano ai 10.000 imeresi e 1.000 mercenari. Diocle, divenuto capo dell'esercito siracusano, guidò i soccorsi alla città. Dopo i primi scontri che non lasciavano presagire nulla di buono, e una netta superiorità numerica dell'avversario, Diocle consigliò alla popolazione di mettersi in salvo prima della battaglia che sarebbe avvenuta l'indomani mattina. Nel frattempo credette, erroneamente, alla falsa voce messa in giro da Annibale, il quale diceva che Cartagine voleva porre fine all'assedio imerese per dirigersi verso Siracusa e accerchiarla di sorpresa. Così, allarmato, ripiegò in direzione della città aretusea e, con l'aiuto di 25 navi della flotta siracusana richiamate dall'Egeo, riuscì a mettere in salvo metà della popolazione. Imera, quindi, lasciata sola, cadde nelle mani dei cartaginesi i quali, spietatamente e ignobilmente, ne uccisero gli abitanti e costrinsero in schiavitù donne e bambini. Inoltre Annibale fece portare 3.000 soldati sopravvissuti sicelioti nel luogo dove suo nonno aveva perso la battaglia del 480 a.C. e in una sorta di rito macabro li uccise a uno a uno per vendetta. Imera dunque cadde. Adesso nei piani di Annibale a pagare dovevano essere Agrigento e ovviamente Siracusa. Ma decise di non attaccarle subito. Tornò a Cartagine con le ricchezze accumulate dalla città distrutta, sapendo di avere inflitto ai sicelioti una dura sconfitta difficile da accettare.

#### Ermocrate attacca Mozia e Palermo; ritornano i Cartaginesi
Intanto Ermocrate, che era stato destituito dal comando della flotta dell'Egeo, con un piccolo esercito di profughi e mercenari e una flotta di cinque navi si insediò a capo di quel che rimaneva di Selinunte e attaccò le città cartaginesi di Mozia e Palermo, ottenendo una serie di vittorie (408 a.C.). Subito dopo raccolse le spoglie dei caduti di Imera che Diocle aveva colpevolmente abbandonato, e, facendo leva sulla pietà del popolo, provò a rientrare in città senza successo. Nel frattempo scoppiò una guerra civile a Siracusa, il cui governo si trovava in quel periodo in pieno caos; la democrazia era fortemente indebolita e Diocle, nel corso di questo conflitto venne mandato in esilio. Diodoro Siculo informa che Diocle si trafisse con la sua spada, colpevole di aver trasgredito le leggi siracusane che lui stesso aveva scritto.
Ermocrate morirà nel 407 a.C., combattendo a Siracusa. Con la scusa delle incursioni in territori cartaginesi e vedendo la tragica situazione politica della città aretusea, Annibale Magone, ripartì per la Sicilia e decise di tentare la conquista dell'intera isola, nonostante l'avvio di negoziati per evitare la guerra, diede inizio alla conquista delle città greche della costa meridionale siciliana con un esercito di Libi, Maurusi, Iberi, Fenici, Campani e Numidi (120.000 uomini per Timeo, 300.000 per Eforo, secondo il resoconto di Diodoro Siculo. Sicuramente era superiore ai 35.000 soldati che gli opposero i sicelioti. La flotta era composta da 120 triremi).
Dopo aver vinto una piccola battaglia navale nei pressi di Erice, i siracusani intuirono l'intenzione di una vasta campagna punica nell'isola. Per questa ragione inviarono richieste d'aiuto alle città greche d'Italia e a Sparta senza successo. Annibale quindi assediò Akragas, cui aveva chiesto di allearsi o restare neutrale. Gli Agrigentini respinsero l'attacco e lo stesso Annibale morì in un'epidemia di peste che divampò nell'accampamento cartaginese. Il vice di Annibale, Imilcone, riuscì a risollevare gli animi nell'accampamento cartaginese, ma dovette fronteggiare l'arrivo di 35.000 siracusani. Nella battaglia i Cartaginesi ebbero la peggio e persero 6.000 uomini. I generali agrigentini non sfruttarono però l'occasione per rompere l'assedio e attaccare i Cartaginesi in ritirata. Poco dopo una flotta di Imilcone riuscì ad ottenere una grande vittoria contro un convoglio di navi siracusane che portavano provviste ad Agrigento. I mercenari campani e gli alleati greci che difendevano Akragas, giudicando disperata la situazione, decisero allora di abbandonare la città e Akragas cadde nel dicembre del 406 a.C. dopo sette mesi di assedio.
Dopo la caduta di Akragas i generali agrigentini e il generale siracusano Dafneo, vennero processati a Siracusa, accusati di alto tradimento. Dafneo venne invece accusato di aver condotto un'azione militare non sufficientemente decisa. Nello stabilire la colpevolezza di Dafneo, si mise in luce un giovane promettente oratore che con le sue parole si fece notare; il suo nome era Dionisio e presto sarebbe diventato famoso per essere considerato colui che riuscì a riportare Siracusa ad una nuova era di splendore.